# Рудно (Сілезьке воєводство)
Рудно (пол. Rudno) — село в Польщі, у гміні Рудзінець Гливицького повіту Сілезького воєводства.
Населення — 1065 осіб (2011).
У 1975—1998 роках село належало до Катовицького воєводства.

## Демографія
Демографічна структура станом на 31 березня 2011 року:
|          | Загалом | Допрацездатний вік | Працездатний вік | Постпрацездатний вік |
| -------- | ------- | ------------------ | ---------------- | -------------------- |
| Чоловіки | 524     | 107                | 346              | 71                   |
| Жінки    | 541     | 92                 | 317              | 132                  |
| Разом    | 1065    | 199                | 663              | 203                  |